# Guerre anglo-ashanti
Le guerre anglo-ashanti furono quattro guerre combattute tra Impero britannico e Impero ashanti tra il 1823 ed il 1900 nell'Akan interno della Costa d'Oro (attuale Ghana). Le guerre vennero scatenate dal tentativo degli Ashanti di stabilire un controllo forte sulle aree della costa dell'attuale Ghana. La popolazione della costa, come i Fanti e gli abitanti di Accra, in particolare i Ga, si posero sotto la protezione degli inglesi contro le incursioni degli Ashanti.

## I primi scontri
Già prima dello scoppio delle guerre anglo-ashanti propriamente dette, gli inglesi vennero a confrontarsi in campo aperto con il popolo degli Ashanti nella Guerra Ashanti-Fanti del 1806–07, anche se solo a latere.
Nella Guerra Ga-Fanti del 1811, gli Akwapim catturarono il forte britannico di Tantamkweri ed il forte olandese di Apam, ampliando quindi il conflitto alle potenze europee.
Nella Guerra Ashanti-Akim-Akwapim del 1814–16 gli Ashanti sconfissero l'alleanza Akim-Akwapim. Le locali autorità inglesi, olandesi e danesi si accordarono quindi tutte con gli Ashanti alla fine del conflitto. Dal 1817 gli Ashanti, che disponevano di un esercito di 20 000 uomini, erano divenuti la potenza principale dell'Africa occidentale, e pertanto gli inglesi della African Company of Merchants ritennero opportuno firmare con loro un trattato di amicizia che riconoscesse la sovranità degli Ashanti su gran parte della costa. La African Company of Merchants venne sciolta nel 1821 e gli inglesi presero definitivamente il controllo della Costa d'Oro.
L'esercito Ashanti conosceva le armi da fuoco fin dal XVIII secolo, e allo scoppio delle guerre era armato per lo più con fucili e pistole ormai obsoleti. Secondo le stime britanniche, c'erano circa 5000 fucili moderni disponibili all'esercito ashanti, uno dei più potenti dell'Africa.

## La Prima guerra anglo-ashanti (1823-1831)

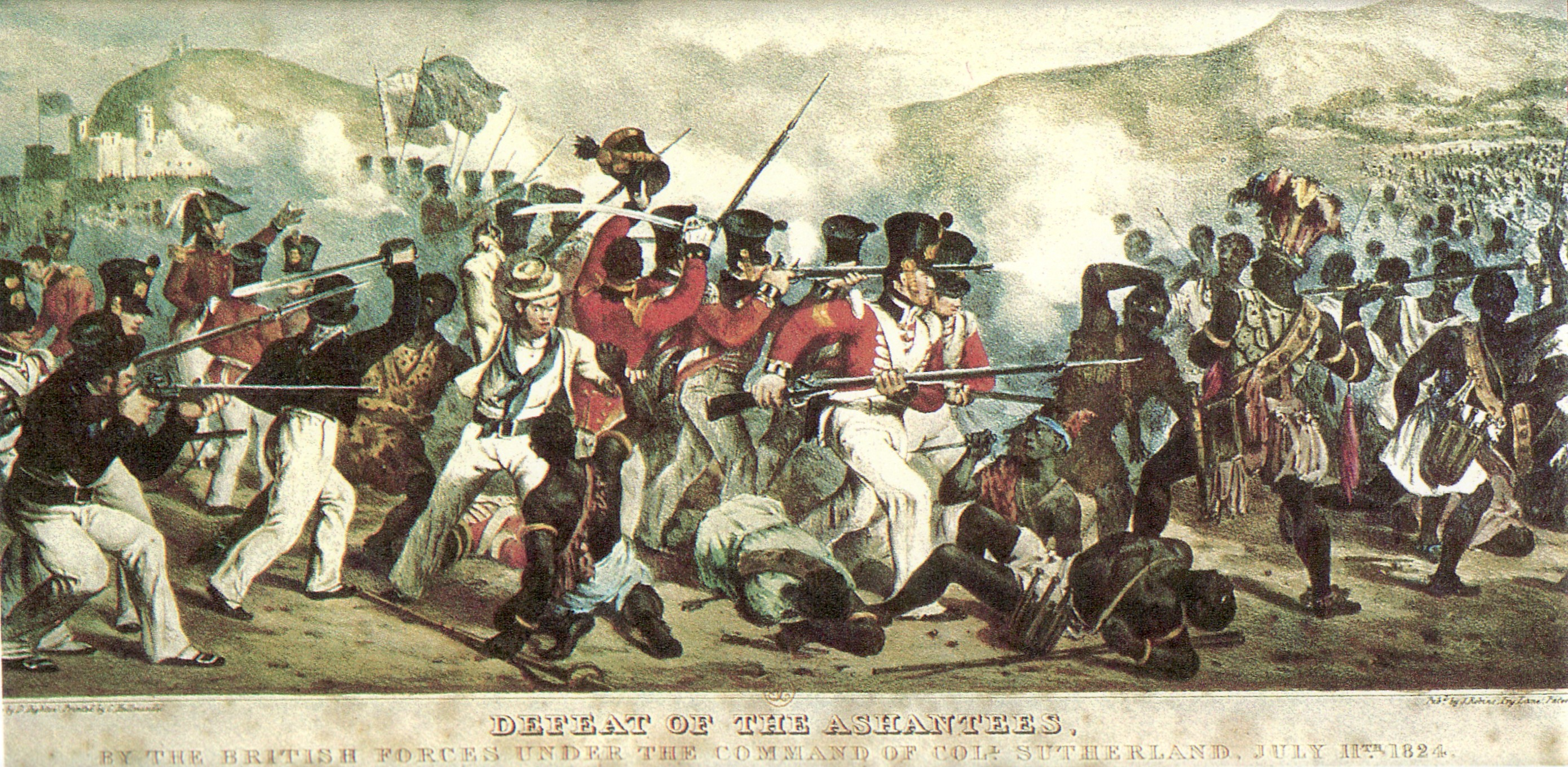
Sconfitta degli Ashanti da parte delle forze inglesi al comando del colonnello Sutherland, 11 luglio 1824

Dagli anni '20 dell'Ottocento gli inglesi avevano deciso di supportare una delle tribù opposte agli Ashanti e loro nemici tradizionali, i Fanti. Nell'entroterra, i re Ashanti governavano l'intera area della Costa d'Oro, e si opponevano a qualunque ingerenza esterna, in particolare degli inglesi. Gli scontri in campo economico e sociale con gli europei furono tra le cause dello scoppio delle prime violenze.
Il pretesto per l'inizio degli scontri fu il rapimento ed uccisione di un sergente africano del Royal African Corps da parte degli Ashanti. Un piccolo gruppo di inglesi cadde poi in una trappola che portò a 10 morti e 39 feriti ed alla loro necessaria ritirata. Vi furono dei tentativi di negoziati ma il governatore britannico, Sir Charles MacCarthy, rigettò le proposte degli Ashanti sulle aree dei Fanti nella costa. Questo avviò la prima guerra anglo-ashanti che proseguì sino al 1831.
MacCarthy guidò le forze d'invasione inglesi da Cape Coast divise in due colonne: il governatore era col primo gruppo di 500 uomini, mentre la seconda colonna era di 2500 uomini e fu quella che si scontrò con l'esercito Ashanti che impiegava circa 10 000 uomini, il 22 gennaio 1824, nella battaglia di Nsamankow. Gli inglesi, sopraffatti, ebbero numerose perdite e si trovarono ben presto a corto di munizioni. Quasi tutti gli inglesi vennero uccisi quasi subito e solo 20 di loro riuscirono a fuggire. MacCarthy, assieme al suo alfiere ed al suo segretario personale, tentarono di tornare indietro; il governatore venne ferito da un primo colpo di fucile e poi ucciso da un secondo poco dopo. L'alfiere Wetherell venne ucciso nel tentativo di difendere il corpo di MacCarthy mentre Williams venne preso prigioniero. Al suo ritorno, fu testimone chiave di quanto accaduto anche se si dimostrò riconoscente al re degli Ashanti per avergli risparmiata la vita; venne tenuto prigioniero per diversi mesi, chiuso in una capanna assieme alle teste tagliate di MacCarthy e Wetherell, che vennero poi tenute come trofei di guerra per anni dagli Ashanti. Il teschio di McCarthy, ricoperto d'oro, divenne poi una coppa per il re degli Ashanti. Il suo resoconto riportava:
Il maggiore Alexander Gordon Laing tornò in Gran Bretagna con la notizia della sconfitta. Gli Ashanti scesero lungo le aree della costa e scacciarono le ultime resistenze inglesi.
Il nuovo governatore della Costa d'Oro, John Hope Smith, iniziò a programmare la costituzione di un nuovo esercito, in gran parte composto da nativi, tra cui molti Denkyira, nemici tradizionali degli Ashanti. Nell'agosto del 1826 il governatore venne a sapere che gli Ashanti stavano pianificando un attacco ad Accra. Vennero quindi predisposte le necessarie posizioni difensive a 10 km a nord di Accra dove attendevano 11 000 uomini. Il 7 agosto l'esercito Ashanti apparve all'orizzonte ed attaccò il centro della linea inglese dove si trovavano le truppe migliori, che includevano alcuni Royal Marines, la milizia ed una batteria di razzi Congreve. La battaglia si risolse in un combattimento corpo a corpo, ma le forze Ashanti erano tecnologicamente meno avanzate di quelle inglesi. La novità in particolare dei razzi utilizzati, le esplosioni e le laceranti ferite lasciate da essi fecero ritirare gli Ashanti, lasciando migliaia di morti sul campo.
La guerra poteva dirsi effettivamente conclusa. Nel 1831, il fiume Pra venne accettato bilateralmente come confine tra le aree degli Ashanti e quelle degli inglesi, il tutto formalizzato da un trattato che portò a trent'anni di pacificazione. Al posto di McCarthy venne nominato governatore Charles Turner.

## Seconda guerra anglo-ashanti
La seconda guerra anglo-ashanti durò dal 1863 al 1864. Sebbene vi fossero state delle piccole battaglie di confine presso il fiume Pra nel 1853 e nel 1854, la pace non sembrava in pericolo. Nel 1863, tuttavia, una grande unità missilistica inglese attraversò il fiume alla ricerca di un rifugiato e questo fatto venne interpretato dagli Ashanti come la volontà di combattere. Gli inglesi, consci della situazione, non tardarono ad inviare la richiesta di nuove truppe in patria, ma entrambe le parti si erano indebolite considerevolmente a causa di malattie che mietevano più vittime dei combattimenti stessi e per questo essi si ritirarono senza colpo ferire. La guerra termino nel 1864 senza che risultasse alcun vincitore.

## Terza guerra anglo-ashanti

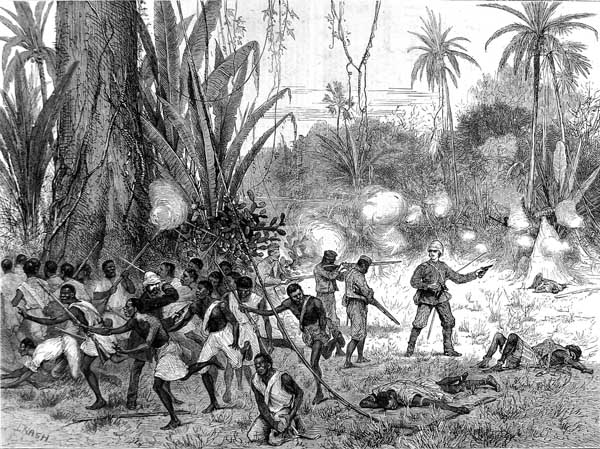
Combattimento in un'imboscata durante la terza guerra anglo-ashanti. Illustrazione apparsa su The Graphic, 1874

La terza guerra anglo-ashanti, nota anche come Prima spedizione Ashanti, fu un conflitto che durò dal 1873 al 1874. Nel 1869, una famiglia di missionari tedeschi ed una di missionari svizzeri erano state catturate e portate dal Togo a Kumasi ed ancora si trovavano prigioniere nel 1873.
La Costa d'Oro britannica venne formalmente istituita come colonia nel 1867 e nel 1872 gli inglesi stavano espandendo il loro territorio dopo l'acquisto della Costa d'Oro olandese dagli olandesi, giungendo quindi ad includere anche Elmina, roccaforte e città contesa con gli Ashanti. Gli olandesi avevano siglato il Trattato di Butre nel 1656 con gli Ahanta per regolare i loro rapporti con alcune tribù locali, e questo aveva funzionato per più di due secoli. Tutto ciò cambiò con la vendita della Costa d'Oro olandese. Gli Ashanti, infatti, colsero l'occasione per invadere il protettorato britannico.
Il generale Garnet Wolseley venne inviato a contrastare gli Ashanti che si opponevano all'avanzata inglese con 2500 uomini e diverse migliaia di truppe africane ed indiane (inclusi alcuni guerrieri Fanti). La guerra venne seguita da diversi corrispondenti di guerra come Henry Morton Stanley e George Alfred Henty. Le truppe vennero dotate per la prima volta di istruzioni mediche e militari a stampa.

### La costruzione della strada
Wolseley venne nominato il 13 agosto 1873 e si portò nella Costa d'Oro per preparare l'arrivo delle sue truppe nel gennaio del 1874. Il 27 settembre 1873 una squadra di Royal Engineers sbarcò al Castello di Cape Coast col compito di espandere la strada che da quel sito portava a Kumasi (a 160 km di distanza) per migliorare il movimento delle truppe a terra. Al termine di ogni giornata di marcia (circa 16 km) si sarebbe dovuto costruire un accampamento fortificato con camerate interne da 20 metri ciascuna per ospitare gli uomini e gli armamenti e per questo era necessario disboscare vaste aree, anche per sfruttare il legno locale a tal proposito.
Vennero costruiti anche dei ponti con legname locale, bambù e cordame ricavato da materie disponibili sul posto, di cui il più lungo sul fiume Pra era di 57 metri (ma in tal caso si usarono pezzi prodotti a Chatham, in Inghilterra, ed appositamente fatti arrivare sul posto). In totale vennero costruiti 237 ponti. Alcuni accampamenti erano particolarmente grandi e forniti come quello di Prahsue che disponeva di un ambulatorio medico, di una torre di avvistamento, di magazzini, di una forgia e persino di un ufficio di poste e telegrafi. Esso poteva ospitare fino a 400 tonnellate di cibo e oltre un milione di cartucce di munizioni. I lavori vennero condotti con l'utilizzo di manovalanza locale, sebbene non mancarono da subito malattie che, nonostante la fornitura quotidiana di chinino, non riuscirono a far proseguire con la velocità dovuta i lavori. Il 24 gennaio la linea telegrafica raggiunse Prahsue.
Le prime truppe raggiunsero l'accampamento alla fine di dicembre ed il 1º gennaio 1874 iniziarono a marciare verso il fronte, con mezzo battaglione alla volta. Le truppe comprendevano un battaglione per ogni gruppo di Black Watch, Rifle Brigade e Royal Welsh Fusiliers, oltre ad elementi del 1° e del 2° West India Regiments, una brigata della marina, due reggimenti nativi, elementi della Royal Artillery, dei Royal Engineers e dei Royal Marines. Al 29 gennaio, la strada era completa a metà e si avvicinava ormai ai primi avamposti degli Ashanti. Iniziarono le prime schermaglie tra le due opposte fazioni. Wolseley si preparò alla battaglia vera e propria.

### La battaglia
La battaglia di Amoaful venne combattuta il 31 gennaio. Una strada venne aperta provvisoriamente nella boscaglia ed i Black Watch riuscirono a passare, facendo quadrato attorno alla Rifle Brigade, muovendosi a colonne affiancate attorno al villaggio. Con le cornamuse che intonavano la canzone da guerra The Campbells Are Coming, i Black Watch caricarono alla baionetta e gli Ashanti, impauriti, fuggirono. Gli Ashanti ad ogni modo riuscirono ad aggirare le truppe attaccando il loro accampamento a oltre 3 km di distanza. I Royal Engineers si difesero sino a quando non vennero salvati dalla Rifle Brigade. Due giorni dopo vi fu un altro piccolo scontro, la battaglia di Ordashu, la quale ebbe però successo ed aprì la strada verso Kumasi. Vi furono 3 morti e 165 feriti per gli inglesi e 1 morto e 29 feriti per gli africani.

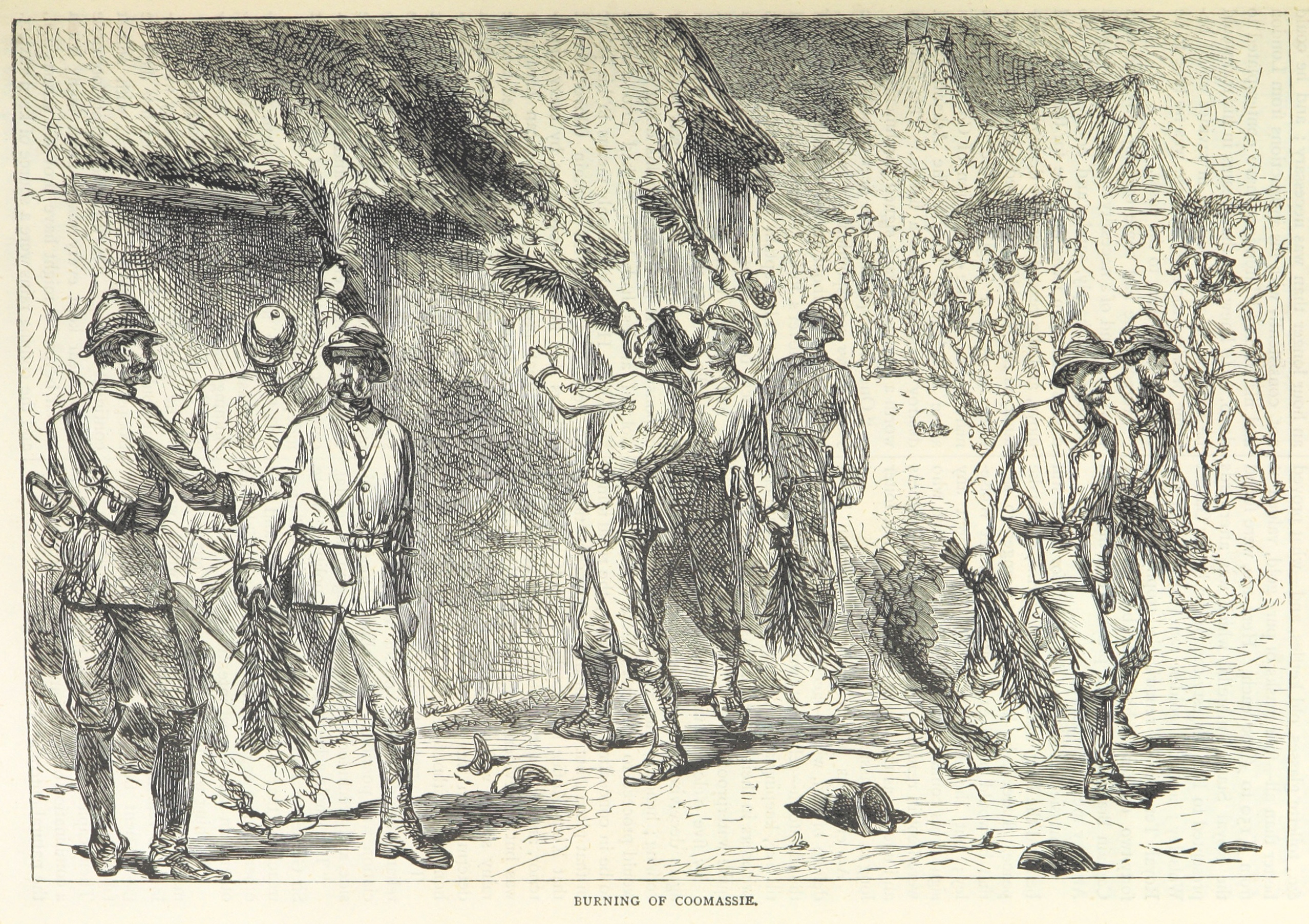
L'incendio di Kumasi del 1874

La capitale, Kumasi, venne abbandonata dagli Ashanti quando gli inglesi giunsero sul posto il 4 febbraio e questa venne occupata per breve tempo dagli europei. Questi demolirono il palazzo reale con l'uso di esplosivi, lasciando a Kumasi un ammasso di rovine fumanti. Gli inglesi si dissero comunque impressionati dalle dimensioni del palazzo nonché da ciò che vi trovarono all'interno, compresa "una fila di libri in diverse lingue".
Il re degli Ashanti siglò suo malgrado il Trattato di Fomena nel luglio del 1874 che pose fine alla guerra. Tra gli articoli del trattato sottoscritto formalmente tra la regina Vittoria ed il re Kofi Karikari, vi era la disposizione secondo la quale "il re degli Ashanti promette di pagare la somma di 50 000 once d'oro (circa 1417 kg) come indennità per le spese sostenute da Sua Maestà per l'ultima guerra...". Il trattato richiedeva inoltre che gli Ashanti terminassero la pratica dei sacrifici umani e dichiarassero ufficialmente "la libertà di commercio tra gli Ashanti e i forti di Sua Maestà sulla Costa [d'Oro], con libertà a tutte le persone di portare le loro merce a Kumasi, o da quel luogo a ognuno qualsiasi dei possedimenti di Sua Maestà sulla Costa." Inoltre, il trattato prevedeva che "il re degli Ashanti garantisce che la strada da Kumasi al fiume Pra sia mantenuta sempre sgombra..." Wolseley aveva completato la campagna militare in due soli mesi e si reimbarcò verso l'Inghilterra all'inizio della stagione successiva.
Wolseley venne promosso di grado. Gli inglesi avevano perso in tutto 18 morti in combattimento e 55 erano i morti a causa delle malattie (70%), oltre ad aver avuto 185 feriti.

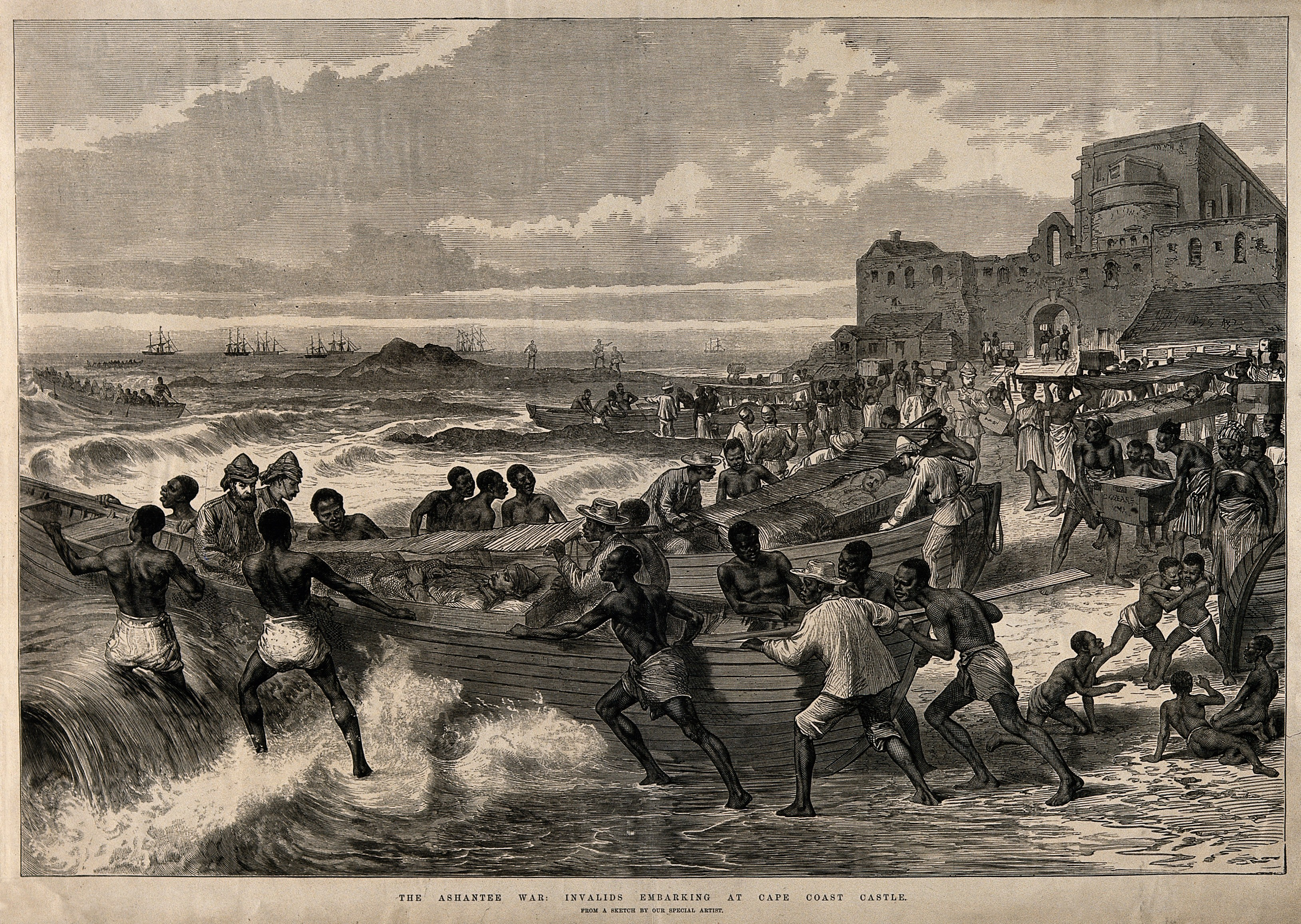
I soldati feriti vengono trasportati alle navi ospedale

Alcuni resoconti inglesi raccontano dei duri scontri sostenuti nel combattere gli Ashanti a Amoaful, in particolare delle strategie e tattiche messe in atto dal loro comandante sul campo, Amankwatia: "Il gran capo Amankwatia venne ucciso con gli altri [...] Dotato di ammirevoli abilità, era stato scelto per la sua determinazione e per la capacità che aveva mostrato oltre che per la sua grande reputazione di abile tattico e soldato galante."
La campagna è inoltre la prima in cui si siano utilizzati dei trattori a vapore. La vaporiera zappatrice n. 8 (realizzata dalla ditta inglese Aveling and Porter) venne sbarcata a pezzi e poi assemblata presso il castello di Cape Coast. Più che in battaglia, essa ebbe un notevole successo per una sega circolare che venne usata per tagliare i tronchi degli alberi per la costruzione degli accampamenti lungo la via di riferimento.
Prima della guerra del 1873, Wolseley aveva disposto per sé e per le proprie truppe l'adozione di uniformi più adatte al clima caldo.

## Quarta guerra anglo-ashanti

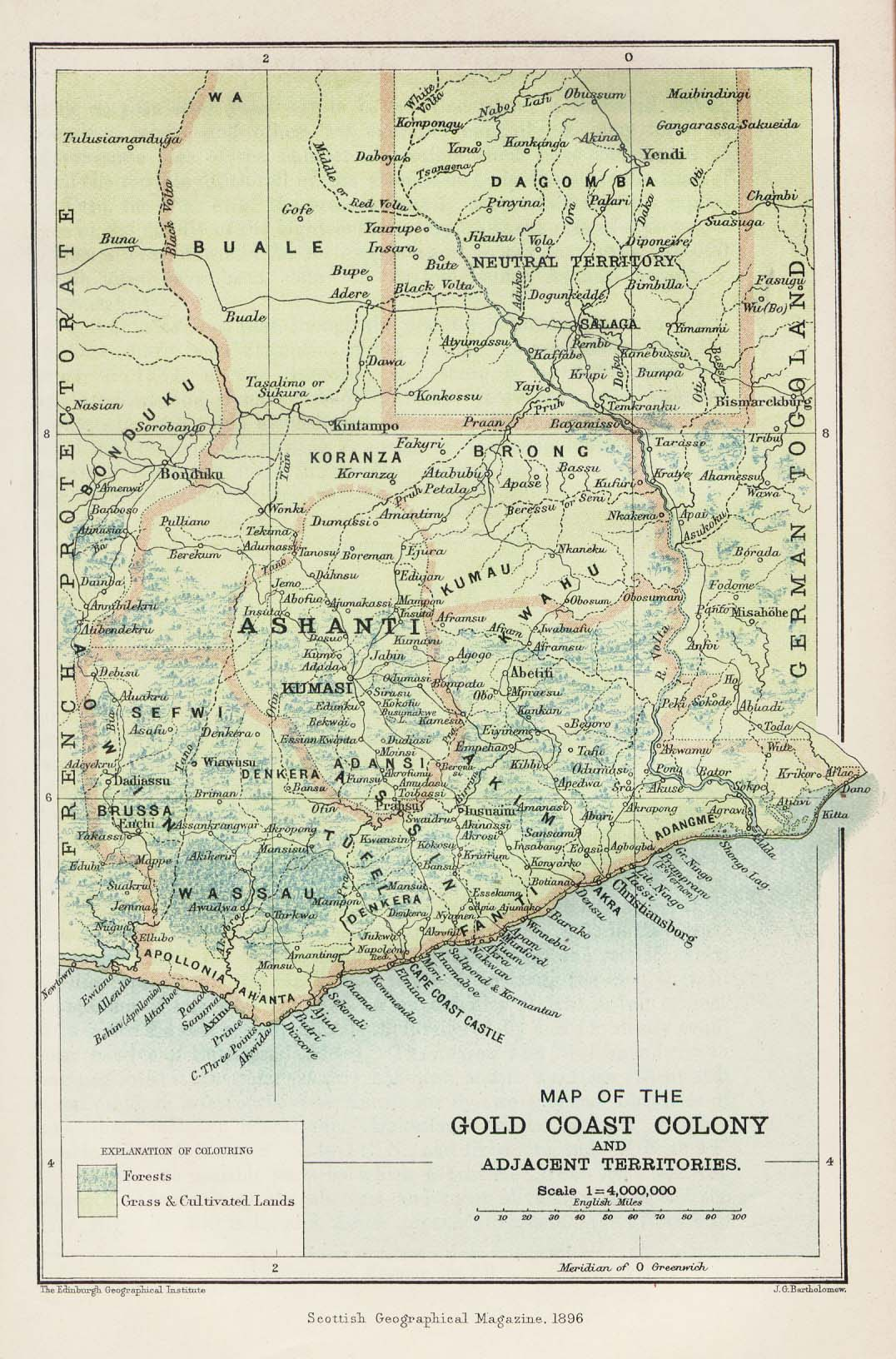
Mappa del 1896 della Costa d'Oro britannica che mostra il territorio degli Ashanti

La quarta guerra anglo-ashanti, nota anche come Seconda spedizione Ashanti, fu un conflitto di breve durata che si ebbe tra il dicembre del 1895 ed il febbraio del 1896. Gli Ashanti avevano infatti rifiutato l'offerta di divenire parte del protettorato britannico nel 1891, e nuovamente nel 1894. Gli inglesi erano intenzionati a porre un residente stabile a Kumasi. Il re degli Ashanti Prempeh, si rifiutò di riconoscere  l'autorità degli inglesi, intenzionato a mantenere saldamente la propria sovranità. Intenzionati a mantenere le forze francesi e tedesche fuori dal territorio degli Ashanti (e dall'oro che vi si trovava), gli inglesi erano ansiosi di conquistare completamente l'area degli Ashanti. Gli Ashanti inviarono una delegazione a Londra offrendo la concessione per lo sfruttamento delle risorse aurifere in loco, oltre che del commercio di cocco e gomma. Gli inglesi, avevano però già in mente di trovare una soluzione militare al conflitto, e quando la delegazione fece ritorno a Kumasi, qualche giorno dopo i militari inglesi facevano già il loro ingresso in città.
Il colonnello Sir Francis Scott lasciò Cape Coast con un corpo di spedizione composto da soldati inglesi, delle mitragliatrici Maxim e dei pezzi d'artiglieria da 75mm nel dicembre del 1895, ed aveva viaggiato seguendo la strada costruita nel 1874 verso Kumasi ove giunse nel gennaio del 1896. Il maggiore Robert Baden-Powell guidò le truppe native durante la campagna. Gli Ashanti si diedero l'ordine di non resistere, ma le perdite per malattie tra le truppe inglesi furono molto alte. Ben presto, il governatore William Maxwell giunse anch'egli a Kumasi. Il re degli Ashanti, Prempeh, non era stato in grado di pagare la somma convenuta di 50 000 once d'oro e venne per questo arrestato e deposto. Venne costretto a firmare un trattato di protezione e altri capi Ashanti vennero inviati in esilio nelle Seychelles.
Baden-Powell pubblicò un diario della sua vita nel quale spiegò le ragioni della guerra nella sua ottica: per porre fine ai sacrifici umani praticati dagli Ashanti, come pure per porre un freno al commercio degli schiavi ed alle razzie che colpivano la zona e per assicurare la pace e la sicurezza tra le tribù locali. Egli disse di aver agito anche per proteggere lo sviluppo del commercio locale e per veder rispettate le indennità di guerra dovute. In quanto ai morti, disse che se anche fosse stata mandata sul posto una forza di minore entità, sarebbe comunque terminato il tutto in un bagno di sangue.
Le forze inglesi abbandonarono Kumasi il 22 gennaio 1896, giungendo sulla costa due settimane dopo. Non un colpo era stato sparato, ma 18 erano morti ed il 50% delle truppe appariva malato. Tra i morti si contò anche il genero della regina Vittoria, il principe Enrico di Battenberg, che si era ammalato poco prima di giungere a Kumasi e che morì il 20 gennaio a bordo della nave che lo avrebbe dovuto portare in Inghilterra. Dal 1897 il territorio degli Ashanti divenne ufficialmente un protettorato britannico.

## Quinta guerra anglo-ashanti o "guerra dello sgabello d'oro"
La tecnologia raggiunse la Costa d'Oro e nel 1898 venne costruita la prima ferrovia, ma una nuova guerra interruppe il progetto. La ferrovia venne completata poi nel 1903.
Nella cosiddetta "guerra dello sgabello d'oro" (1900), nota anche come "terza spedizione Ashanti", del 25 marzo 1900, il rappresentante inglese, Sir Frederick Mitchell Hodgson commise l'errore politico di insistere sul sedersi sullo sgabello d'oro, il trono reale degli Ashanti, non comprendendo la sacralità dell'oggetto. Egli ne ordinò il sequestro, temendo che tale oggetto potesse riportare un sovrano sul trono degli Ashanti, legittimandone il potere a scapito dell'influenza inglese. Gli Ashanti, dal canto loro, presero tale atto come un'usurpazione ed attaccarono i soldati inglesi.
I soldati inglesi coinvolti nell'operazione di sequestro ripiegarono in un piccolo accampamento circondato da una palizzata in legno di quasi 4 metri con delle torrette ai lati, all'interno del quale vi erano 8 europei, dozzine di meticci e 500 nigeriani Hausas con sei cannoni e quattro mitragliatrici Maxim a difendersi. La palizzata venne assediata e vennero tagliate tutte le linee telegrafiche. A giugno giunsero 700 soldati inglesi a recuperare i compagni in trappola, ma molti ammalati nel forte non poterono essere trasportati. Coloro che si trovavano più in salute riuscirono a fuggire, incluso Hodgson e sua moglie assieme a 100 Hausas.
Il 14 luglio venne inviata una seconda forza di 1000 uomini a Kumasi che, pur combattendo lungo il percorso, riuscirono a giungere al forte il 15 luglio quando solo mancavano un paio di giorni alla fine dei rifornimenti. Gli Ashanti catturati vennero mandati in esilio alle Seychelles, mentre gli altri cercarono di opporsi agli inglesi e ai loro alleati Fanti del forte di Kumasi, ma vennero sconfitti.
Yaa Asantewaa, la regina madre di Ejisu, che aveva guidato la ribellione, con re Prempeh I e altri capi Ashanti, vennero tutti esiliati nelle Seychelles. I territori degli Ashanti divennero definitivamente parte della colonia della Costa d'Oro dal 1 gennaio 1902, con la condizione che lo sgabello d'oro non fosse violato dagli inglesi o da altri capi stranieri. Gli Ashanti dissero di aver vinto in quanto non avevano perduto il trono reale, ma in realtà la loro sconfitta fu notevole, seppure anche gli inglesi ed i loro alleati persero in tutto 1007 uomini. Le perdite degli Ashanti vennero stimate attorno ai 2000 uomini. Il sacro sgabello d'oro, presente anche sulla bandiera degli Ashanti, era stato ben nascosto nel frattempo dagli Ashanti e non venne riscoperto che nel 1920. Re Prempeh I tornò dall'esilio nel 1924, recandosi a Kumasi a bordo di un treno speciale.